# ياميلي سامويل
ياميلي سامويل (بالهولندية: Jamile Samuel) هي عداءة مسافات قصيرة هولندية ولدت في يوم 24 أبريل 1992 في أمستردام. أبرز إنجازاتها هو فوزها بالميدالية الذهبية في سباق 4*100 متر تتابع في بطولة أوروبا لألعاب القوى 2016 في أمستردام. كما فازت أيضا بميداليتين فضيتين في بطولات أوروبا وفازت بميدالية برونزية فردية في سباق 200 متر في بطولة أوروبا لألعاب القوى 2018 في برلين.